# Tawarau River
Der Tawarau River ist ca. 25 km langer Fluss in der Region Waikato auf der Nordinsel von Neuseeland.

## Geographie
Das Quellgebiet des Tawarau River befindet sich rund 13 km westnordwestlich von Te Kūiti und rund 9,5 km westsüdwestlich der Waitomo Caves, in einem Waldgebiet liegend und an den Hängen eines kleinen 414 m hohen Berges. Von dort aus schlängelt sich der Fluss durch die Berglandschaft westwärts, um dann nach drei scharfen Bögen und dem gleichzeitigen Passieren der Double Falls nach Nordnordwesten abzuschwenken und nach insgesamt rund 25 Flusskilometern bei der kleinen Siedlung Te Anga in den Marokopa River zu münden. Die westliche Fortsetzung des New Zealand State Highway 37, die von Waitomo aus als Landstraße weiter nach Westen bis zur Küste führt, passiert das Mündungsgebiet des Flusses an seiner Nordseite.

## Sehenswürdigkeit
Im oberen Drittel des Flusses befinden sich die Tawarau Falls, die auf dem dreistündigen Tawarau Falls Loop Track zu besichtigen sind.